# Suhlendorf
Suhlendorf település Németországban, azon belül Alsó-Szászország tartományban. Lakosainak száma 2377 fő (2023. december 31.). Suhlendorf Wrestedt és Soltendieck községekkel határos.

## Népesség
A település népességének változása:
| Lakosok száma | 2509 | 2456 | 2408 | 2408 | 2448 | 2377 |
|               | 2016 | 2017 | 2019 | 2021 | 2022 | 2023 |